# Aeroportul Municipal Galesburg
Aeroportul Municipal Galesburg (IATA: GBG, ICAO: KGBG, FAA LID: GBG) este un aeroport din Illinois, Statele Unite ale Americii ce deservește zona Galesburg⁠(d). Aeroportul a fost tranzitat în 2019 de 270 de pasageri. A fost numit după zona deservită.
Situat la o altitudine de 233 m, aeroportul dispune de 2 piste.

## Infrastructură

### Piste
Aeroportul dispune de 2 piste. Pista 03/21 are suprafața de asfalt și dimensiunile 5.792 picioare × 150 picioare. Pista 10/28 are suprafața de asfalt și dimensiunile 3.600 picioare × 100 picioare. 